# 二樓書店
二樓書店（又稱樓上書店），泛指非位於地鋪或商場內的書店，是香港的閱讀文化之一。這種書店通常設於唐樓之內，原因是租金較便宜。
香港的二樓書店早於1950年代已經出現。當時香港一些知識份子深感香港的文化氣息薄弱，遂以最簡單和直接的方法來補救，也就是辦書店，以此為啟蒙社會的媒介。這些書店分佈在九龍的旺角、香港島的灣仔，賣的都是較冷門的書籍，如邊緣文學、前衛藝術、嚴肅哲學、經典電影、美術雜誌等。由於利潤微薄，通常設在租金較地舖低廉的二樓、三樓，甚至是十一樓。
主要售賣台灣書籍的洪葉書店於90年代掀起二樓書店熱潮。由於非典影響生意，洪葉書店於2005年全線結業。不少二樓書店因租金上漲而要搬去樓層較高的地方。其他二樓書店還有：青文書店（已於2008年結業）、曙光書店（已於2008年結業）、田園書店、樂文書店、榆林書店、東岸書店（已結業）、學津書店、開益書店、博學軒書店（已結業）、文星書店（已於2008年結業）、紫羅蘭書店（已於2013年結業）、序言書室、書得起等。
中國大陸的簡體字書籍一般較便宜，而且書種較多，不乏冷僻題材，在香港越來越受歡迎，不少專售簡體字書的二樓書店應運而生，如尚書房、國風堂、綠野仙蹤書店等。
有人曾這樣描寫二樓書店：“穿過一個個老舊而狹窄的樓梯口，推門走進這小小的二樓書店，都市的喧囂便統統被關在門外，不管下邊是繁忙鬧市，滾着牛雜的香味，或者賣着法國名牌時裝，這二樓書店總是靜靜地處變不驚，總要在全城最繁華的地方，在全城商業氣息最濃的地段，頑強地維繫着一縷書香。”
此外，一些亦有不少售賣二手教科書、參考書的書店在旺角等地經營，卻一般不會被歸類為「樓上書店」，每年暑假到開學的幾個月間都是這類書店回收和轉售舊書的旺季，更會招請一些學生作為他們的暑期工以落力硬銷甚至拉客上樓的方式爭取生意。